# グランパパプロダクション
株式会社グランパパプロダクションは、津川雅彦が創業し所属・経営していた日本の芸能事務所である。おもちゃ専門店事業については「株式会社グランパパ」が行っており、プロダクションとは別会社である。

## 所属タレント
- 岩下志麻
- 松原智恵子
- 笹野高史
- 辻本祐樹
- 真由子
- 安居剣一郎
- ささの翔太
- ささの友間
- ささの堅太
- ささの貴斗
- 秋野太作

## 過去の所属タレント
- 秋山多奈
- 朝丘雪路（在籍中に死去）
- 石田太郎（在籍中に死去）
- 和泉聖貴
- 大田ななみ（学業専念のため引退）
- 沖田浩之（在籍中に死去）
- 烏丸せつこ
- 黒木瞳（オフィス稲垣へ移籍）
- 沢村まゆ香
- 津川雅彦（在籍中に死去）
- 戸田恵子（ルックアップへ移籍）
- 西岡德馬（アンシャンテへ移籍）
- 野杁俊希（LDH JAPNへ移籍、2023年に死去）
- 前田亜季（アルファエージェンシーへ移籍）
- マキノ界人
- 渡辺大（ケイダッシュの新設事務所「ケイパーク」へ移籍）
- 高橋由美子
- 伊藤英明（個人事務所「ID4マネージメント」設立）

## 関連会社
- 株式会社グランパパ